# Движение экологистов — Гражданская кооперация
Движение экологистов — Гражданская кооперация (греч. Κίνημα Οικολόγων — Συνεργασία Πολιτών), ранее известное как Экологическое и природоохранное движение (греч. Κίνημα Οικολόγων Περιβαλλοντιστών)  — зелёная политическая партия в Республике Кипр, образованная в 1996 году.

## История
Партия была основана в феврале 1996 года как Экологическое и природоохранное движение и получила 1% голосов избирателей на всеобщих выборах в том же году, не попав в Палату представителей Кипра. На следующих парламентских выборах в 2001 году партия получила 1 мандат Палаты представителей с 1,98% голосов. Георгиос Пердикес был избран в избирательный округ Никосии. На следующих парламентских выборах в 2006 году (1,95%) и 2011 году (2,21%) Пердикес смог продлить свой парламентский мандат. На парламентских выборах в мае 2016 года партия получила 4,81% голосов, почти в два раза больше голосов, чем на предыдущих выборах, и получила два места в Палате представителей.

## Участие в выборах

### Парламентские выборы
| Год выборов | Голосов | %      | Парламент Республики Кипр |
| ----------- | ------- | ------ | ------------------------- |
| 1996        | 3 710   | 1,0 %  | 1 из 56                   |
| 2001        | 8 129   | 2,0 %  | 1 из 56                   |
| 2006        | 8 193   | 1,95 % | 1 из 56                   |
| 2011        | 8 960   | 2,2 %  | 1 из 56                   |
| 2016        | 16 909  | 4,81 % | 2 из 56                   |
| 2021        | 15 762  | 4,41 % | 3 из 56                   |